# Suzy Chaffee
Suzanne Stevia Chaffee detta Suzy (Rutland, 29 novembre 1946) è un'ex sciatrice alpina, attrice, attivista e dirigente sportiva statunitense.

## Biografia
Suzy Chaffee proviene da una famiglia di grandi tradizioni negli sport invernali: è figlia di Stevia Korzun e sorella di Rick, a loro volta sciatori alpini, e cugina del biatleta Jonathan.

### Carriera sciistica
Sciatrice polivalente, Suzy Chaffee debuttò in campo internazionale in occasione dello slalom gigante degli Eastern ASA Championships 1964 (Stowe, 13-15 marzo), classificandosi 4ª; l'anno dopo, mentre studiava all'Università di Denver, venne selezionata per entrare a far parte della nazionale statunitense.
Ai Mondiali di Portillo 1966, suo esordio iridato, si piazzò 4ª nella discesa libera e 14ª nello slalom gigante; nel 1967 prese parte alla stagione inaugurale della Coppa del Mondo esordendo l'8 gennaio a Oberstaufen in slalom gigante, senza completare la prova, ottenendo il primo piazzamento il 10 gennaio a Grindelwald in slalom speciale (12ª) e conquistando il miglior risultato della sua carriera il 13 gennaio seguente nella medesima località in discesa libera (5ª).
Capitana della squadra femminile statunitense ai X Giochi olimpici invernali di Grenoble 1968 (validi anche come Mondiali 1968), sua unica presenza olimpica, era tra le favorite nella gara di discesa libera ma si classificò soltanto 28ª e attribuì l'insuccesso a un errore nell'utilizzo della sciolina; si piazzò inoltre 17ª nello slalom gigante. In Coppa del Mondo conquistò l'ultimo piazzamento a punti il 25 febbraio dello stesso anno a Oslo in slalom speciale (10ª) e prese per l'ultima volta il via il 17 marzo seguente ad Aspen in slalom gigante (14).

### Carriera nello spettacolo
Ritiratasi dalle gare, Suzy Chaffee intraprese una carriera nel mondo della moda e dello spettacolo, per merito della tutina aderente di colore argentato che aveva indossato durante le Olimpiadi e che l'aveva resa estremamente popolare Sotto contratto con la Ford Models, divenne una nota testimonial pubblicitaria per numerosi spot, in particolare quelli del balsamo per labbra "Chapstick", che le valse il soprannome di Suzy Chapstick, oltre a Revlon, Danone e Colgate. La notorietà di Suzy Chaffee la portò a figurare come attrice anche in alcuni lavori cinematografici, tra cui si ricordano Vacanze sulla neve (Feuer und Eis) di Willy Bogner e Lo skilift della morte (Ski Lift to Death).

### Carriera dirigenziale
Fu la prima donna ad entrare nel consiglio del Comitato Olimpico degli Stati Uniti e fu un'accanita oppositrice di Avery Brundage durante la sua presidenza del Comitato Olimpico Internazionale, sostenendo che le politiche da lui adottate contribuissero di fatto ad ostacolare gli atleti meno abbienti rispetto ai più ricchi e agli aristocratici.

### Attivismo

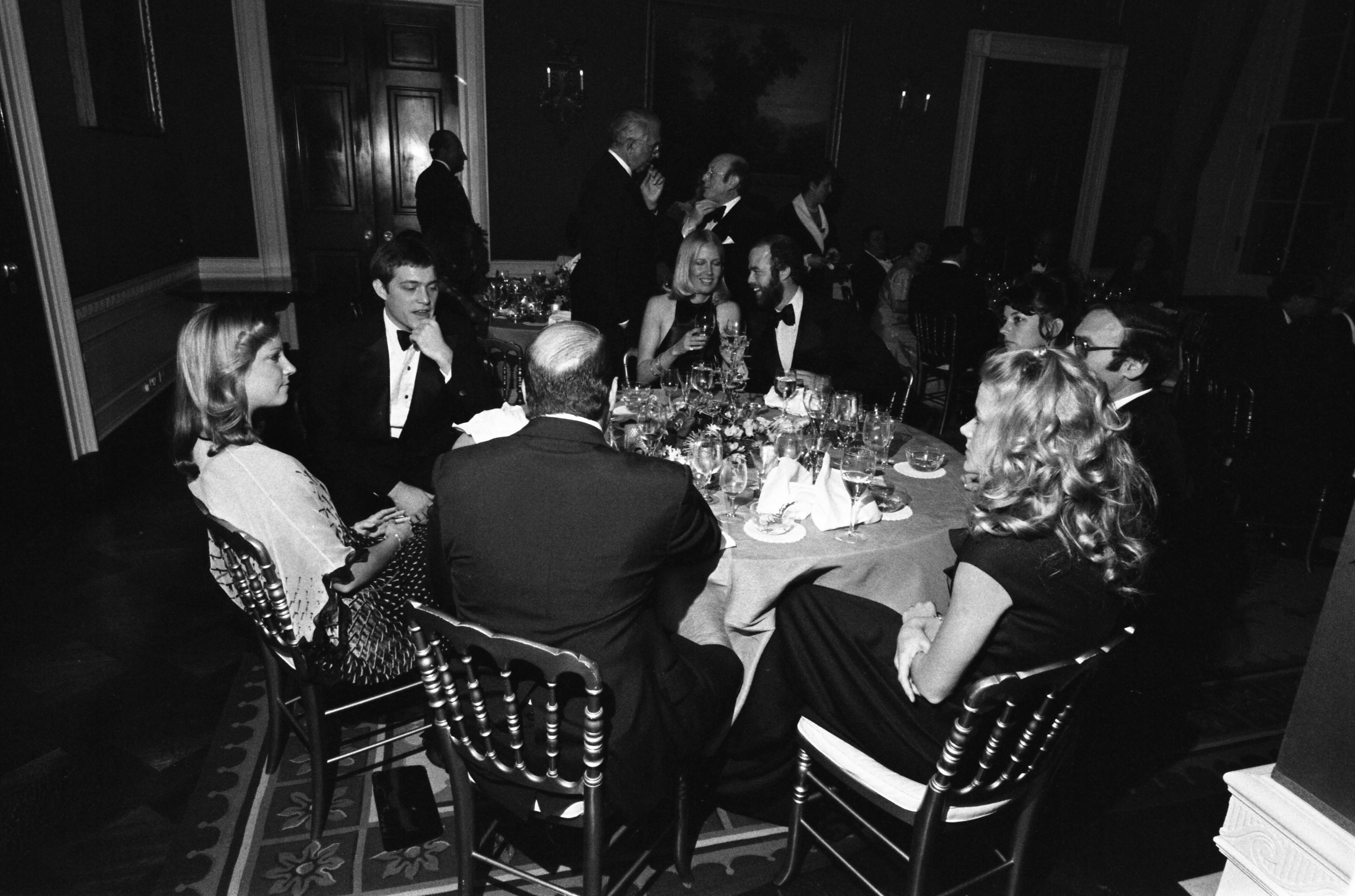
Suzy Chaffee durante una cena alla Casa Bianca nel 1976

Co-fondò l'associazione Native Voices Foundation con lo scopo di incrementare la presenza di atleti nativi americani nelle squadre nazionali statunitensi. Si batté per ottenere un equo trattamento economico nei premi per le atlete di sesso femminile rispetto a quanto veniva assegnato ai colleghi uomini, guidò una marcia alla Casa Bianca per le pari opportunità nello sport e fu tra le principali promotrici del cosiddetto Titolo IX, l'istituto giuridico che contrasta la discriminazione basata sul genere nelle scuole e nei programmi educativi finanziati dal governo. Il gossip le attribuì una relazione con l'allora senatore Ted Kennedy, che lei smentì, pur sostenendo che tali voci avessero aiutato a far passare al Congresso la legge che istituiva il Comitato Olimpico e garantiva tutele e diritti per gli atleti dilettanti.

### Altre attività
Al tempo stesso, non abbandonò del tutto lo sport, dedicandosi al freestyle, che non era ancora inserito come specialità nelle competizioni ufficiali. Divenne campionessa del mondo per tre volte. Sul finire degli anni Settanta, contribuì alla diffusione e allo sviluppo di una disciplina sportiva innovativa, il balletto sugli sci, che fu successivamente riconosciuto dalla FIS e presentato anche come disciplina dimostrativa in due rassegne olimpiche. Dopo il ritiro, lavorò anche come istruttrice privata di sci.

## Palmarès

### Coppa del Mondo
- Miglior piazzamento in classifica generale: 16ª nel 1967

### Campionati statunitensi
- 2 medaglie (dati parziali):
  - 2 bronzi (discesa libera, slalom gigante nel 1966[27])

## Riconoscimenti
- National Ski Hall of Fame (1988)[28]